# تحطم حافلة المكسيك 2021
تحطم حافلة المكسيك 2021 في 26 نوفمبر 2021 ، تحطمت حافلة على الطريق السريع جوكيسينجو مالينالكو في وسط المكسيك، مما أسفر عن مقتل 19 شخصًا على الأقل. كانت الحافلة تقل حجاج كاثوليكيين تسير على طريق سريع في طريقها إلى ضريح ديني عندما اصطدمت بمنزل.

## الأحداث
بحسب ما ورد كانت الحافلة تقل حجاجًا من الروم الكاثوليك متوجهة من ميتشواكان إلى معبد تشالما، وهو موقع ديني في تشالما. يحظى الموقع بشعبية بين المسيحيين الذين يحجون هناك يوم 12 ديسمبر يوم العذراء في غوادالوبي. وقع الحادث في بلدة سان خوسيه إل جواردا الصغيرة بالقرب من بلدية جوكيسينجو. تم نقل ستة أشخاص أصيبوا بجروح بالغة إلى مستشفى في تولوكا. قال الشهود إن فرامل الحافلة تعطلت، وغادرت الحافلة الطريق واصطدمت بمنزل.

## الاستجابة
قال ريكاردو دي لا كروز مسلم وهو مساعد وزير الداخلية إنه تم نقل الجرحى جواً إلى المستشفيات المحلية، ويجري التحقيق في الأمر.
قطع رئيس المكسيك أندريس مانويل لوبيز أوبرادور خطابًا لتأكيد المأساة. قال حاكم ولاية المكسيك ألفريدو ديل مازو مازا إنه يأسف للحادث. وتحدث عن مساعدة المصابين وتقديم الرعاية لأسر القتلى.